# Lesbofobi

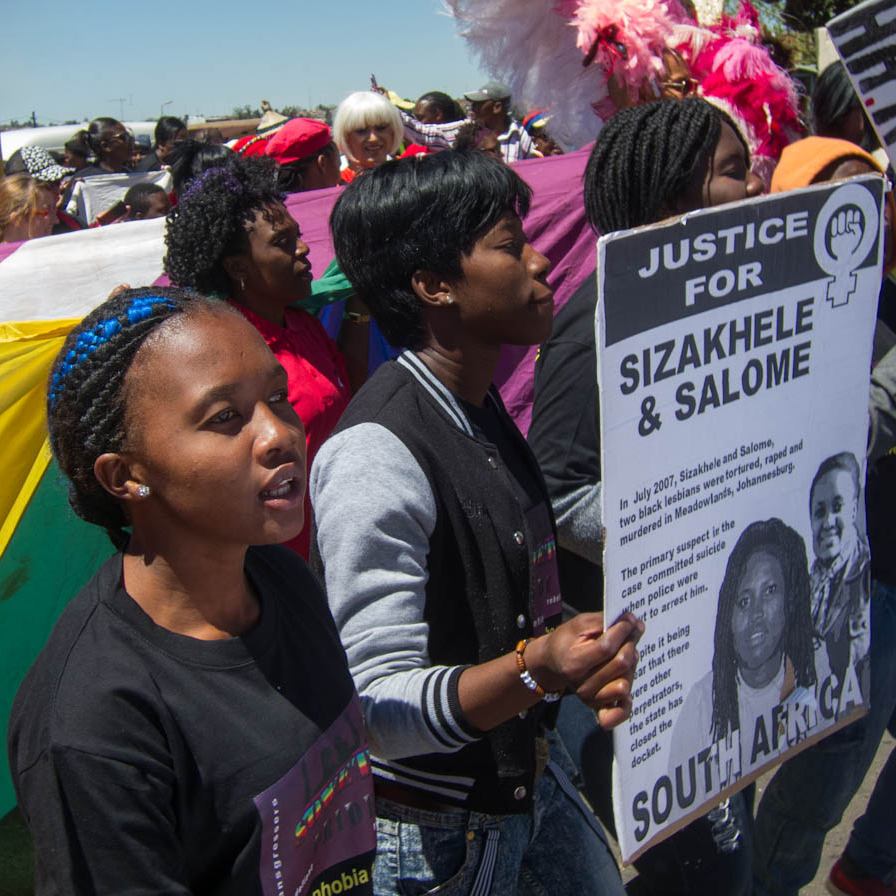
Deltagare i Soweto Pride 2012 påminner om att två lesbiska kvinnor våldtogs och mördades 2007.

Lesbofobi är negativa attityder och beteenden som är riktade mot homosexuella kvinnor som individer, par eller social grupp. Begreppet lesbofobi förekommer sällan i svenska sammanhang, men används internationellt.
Förutom negativa attityder och känslor som spänner från förakt till fientlighet, inbegriper lesbofobi fördomar, diskriminering och övergrepp sprungna ur kategorier som socialt eller biologiskt kön, sexuell läggning, lesbisk identitet, och könsuttryck. På så vis är lesbofobi en form av sexism mot kvinnor som är nära besläktat med homofobi. Juristen Cynthia Petersen har i begreppet lesbofobi även inkluderat rädslan kvinnor känner inför att älska andra kvinnor, och såväl heterosexuella som homosexuella mäns rädsla över att kvinnor inte älskar dem.

### Citatförteckning
1. ↑  "the fear that women have of loving other women, as well as the fear that men (including gay men) have of women not loving them."[1]

### Notförteckning
1. ↑  Petersen, Cynthia. (1994) "Living Dangerously: Speaking Lesbian, Teaching Law."  Canadian Journal of Women & the Law 7(2).